# Musée historique de Kyūshū
Le musée historique de Kyūshū (九州歴史資料館, Kyushu-rekishi-shiryokan) est un musée consacré à l'histoire de la préfecture de Fukuoka situé à Ogōri, au Japon.
Le premier musée ouvre ses portes à Dazaifu en 1973, mais déménage à son emplacement actuel en 2010. Le site du nouveau musée est deux fois plus grand que l'emplacement d'origine.